# Abies beshanzuensis
Abies beshanzuensis je jehličnatý strom z čeledi borovicovité, z rodu jedlí, přirozeně se vyskytující pouze v Číně a patřící mezi nejvzácnější rostliny světa.

## Popis
Stálezelený, jehličnatý, středně rychle rostoucí (15–30 cm za rok, 1,8–4,5 m za 10 let) strom, dorůstající 30 m. Kmen je přímý a okrouhlý a dosahuje průměru kolem 0,8 m. Koruna je široce kuželovitá. Větve rostou vodorovně z kmene. Borka je zpočátku hladká a světle šedá, u starších stromů šupinovitá a podélně rozbrázděná. Letorosty jsou tlusté, zpočátku světle žluté či žlutohnědé, ve 3. či 4. roce někdy šedočerně zbarvené, holé či chlupaté, s kruhovými či vejčitými listovými jizvami (listová jizva vzniká po opadu listu (list zde ve tvaru jehlice)). Vegetativní pupeny (základ pro stonek a listy) jsou vejčité až kuželovité, pryskyřičnaté; pupenové šupiny jsou žlutohnědé, trojúhelníkovitě vejčité, s vystupujícím žebrem. Jehlice jsou spirálovitě uspořádané, na horních stranách hlavních větví stoupající, na spodních stranách větví a postranních letorostech hřebenovitě uspořádané ve dvou postranních sadách; přímé, ploché, nepravidelné, u báze zakroucené; 1–4,2 cm dlouhé a 2,5–3,5 mm široké; seshora tmavozelené, vespod šedozelené se dvěma bílými proužky průduchů (Stomat), seshora bez průduchů, se dvěma okrajovými pryskyřičnými kanálky; na špičce vroubkované. Samčí šištice jsou postranní, v listovém úžlabí, 20–25 mm dlouhé, žluté, s červenými mikrosporofyly. Samičí šištice jsou postranní, vzpřímené (jako u všech jedlí), úzce válcovitě kuželovité; zpočátku světle zelené, dozráváním žlutohnědé; 7–12 cm dlouhé a 3,5–4,5 cm široké; podpůrné šupiny jsou uprostřed zúžené, v krajních částech špachtlovité, okrouhlé či seříznuté, 20–25 mm dlouhé, s hrotitým, asi 1 mm přečnívajícím vrcholem, ostré a zpětně zahnuté; semenné šupiny jsou uprostřed šišky polokruhové či výjimečně ledvinovité, s laločnatou základnou, rýhovaným povrchem a s bočně nepravidelně zubatým okrajem, 25–30 mm dlouhé a 18–24 mm široké. Semena jsou podélně obvejčitá, 6–9 mm dlouhá, 3–4 mm široká, s 10 mm dlouhým, klínovitým či sekerovitým křídlem. Zimní pupeny jsou vejčité. Strom kvete v květnu. Semena dozrávají říjen–listopad.

## Příbuznost
Abies beshanzuensis se vyskytuje, dle některých botaniků, ve 2 varietách:
- Abies beshanzuensis varieta beshanzuensis – popisována v tomto článku.
- Abies beshanzuensis varieta ziyuanensis: tato varieta je nicméně podle jiných botaniků považována za samostatný druh toznamená za: Abies ziyuanensis: a liší se: tmavozelenohnědými, válcovitě elipsoidními šiškami, širšími semennými šupinami – 33 mm uprostřed šišky, a kuželovitými zimními pupeny.

Jedle Abies beshanzuensis je blízce příbuzná jedli Abies ziyuanesis a jedli japonské Abies firma.

## Výskyt
Endemicky v Číně: v provincii Če-ťiang (kolem hory Baishan-zu).

## Ekologie
Horský strom, roste v nadmořských výškách 1500–1700 m, v jihovýchodní, přímořské části Číny. Léta jsou zde teplá, zimy chladné a vlhké, průměrná roční teplota 8–9 °C, extrémní teploty −15 °C, strom je krátkodobě mrazuvzdorný do −23 °C. Půdy na bázi ryolitu, pH půdy 4,5 . Strom toleruje stín, ale roste v něm pomalu. Jedle Abies beshanzuensis roste společně s: hlavotisem Cephalotaxus sinensis, různými druhy kaštanovců Castanopsis, jedlovcem čínským Tsuga chinensis, tisem Taxus chinensis, bukem lesklým Fagus lucida, různými druhy dubů Quercus, různými druhy javorů Acer, šácholanem Magnolia cylindrica a dalšími. V současnosti jsou v oblasti výskytu Abies beshanzuensis dominantní rostliny krytosemenné.

## Využití člověkem
Žádné, jen pěstován pro záchranu před vyhynutím.

## Ohrožení
Kriticky ohrožený strom, ve volné přírodě zbývají pouze 3 jedinci tohoto stromu (objeven v roce 1963, kdy bylo nalezeno 7 jedinců, v roce 1987 populace klesla (pro neúspěšný pokus o přesazení několika stromů pro jejich záchranu, které ovšem zahynuly) na současný stav). V minulosti byl kácen při odlesňování za účelem získání zemědělské půdy, další škody populaci stromu způsobily povodně a na ně navazující sesuvy půdy, a též lesní požáry (způsobované mimo jiné vypalováním vegetace domorodci). Tyto faktory, v kombinaci se slabou regenerační a rozmnožovací schopností jedle Abies beshanzuensis (mimo jiné pro inbreeding), vedly k redukci na 3  volně rostoucí jedince. Regeneraci populace jedle Abies beshanzuensis navíc stěžují úspěšnější krytosemenné rostliny a bambusy, jež rychle zabírají oblasti původního výskytu této jedle. V budoucnu představují ohrožení klimatické změny a též další možné povodně. Nyní patří strom mezi nejvzácnější na světě (hned po habru Carpinus putoensis, jehož zbývá pouze jediný volně rostoucí exemplář). Stav populace Abies beshanzuensis nadále klesá, zbývající stromy jsou ve volné přírodě chráněny. Probíhá Ex situ program a vypěstované semenáče jsou znovu vysazovány do původních oblastí.